# Tierra agrícola

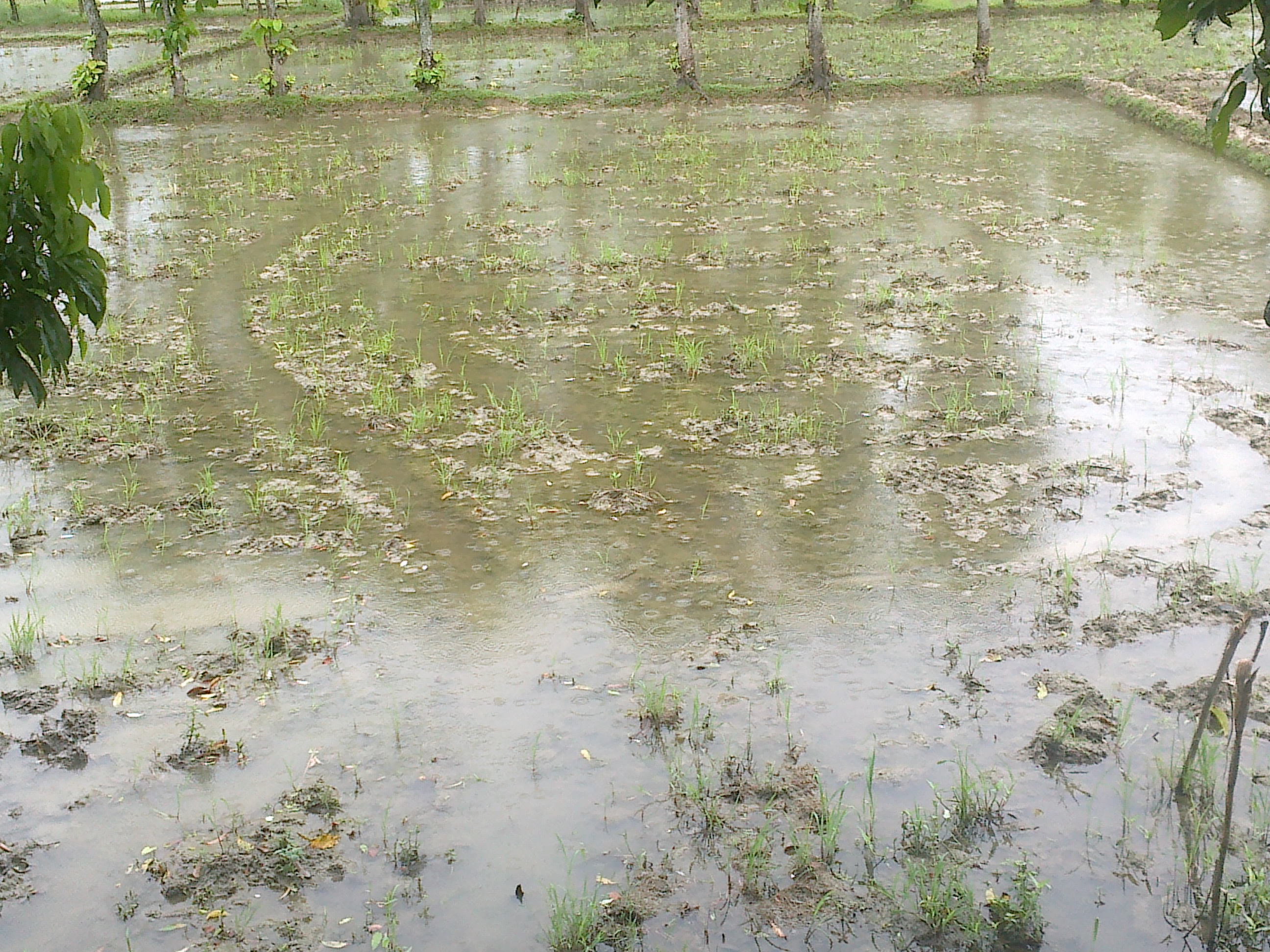
Foto que muestra un pedazo de tierra agrícola regada y arada para el cultivo de arroz.

La tierra agrícola es típicamente tierra dedicada a la agricultura, el uso sistemático y controlado de otras formas de vida —particularmente la cría de ganado y la producción de cultivos— para producir alimentos para los humanos.
La Organización de las Naciones Unidas para la Alimentación y la Agricultura también usan tierra agrícola o área agrícola como un término del arte, donde significa la colección de:
- "tierra cultivable" (también conocida como tierra de cultivo): se refiere a los cultivos productores de tierra que requieren replantación anual o barbecho o pastos utilizados para tales cultivos dentro de un período de cinco años;
- "tierras de cultivo permanentes": tierra produciendo cultivos que no requieren replantación anual
- permanentes pastos: naturales o artificiales pastizales y matorrales capaces de ser utilizados para el pastoreo de ganado

Este sentido de "tierra agrícola" incluye una gran cantidad de tierra no dedicada al uso agrícola. En cambio, se dice que la tierra en realidad con cultivos replantados anualmente en un año dado constituye "tierra sembrada" o "tierra cultivada". La "tierra de cultivo permanente" incluye las plantaciones forestales utilizadas para cosechar café, caucho o fruta, pero no las granjas de árboles o los bosques apropiados utilizados para la madera o la madera. La tierra que se puede utilizar para la agricultura se llama tierra cultivable. Mientras tanto, las tierras de cultivo se utilizan de manera diversa en referencia a todas las tierras agrícolas, a todas las tierras cultivables, o simplemente al sentido recientemente restringido de "tierra cultivable". Dependiendo de su uso de riego artificial, según la FAO las "tierras agrícolas" pueden dividirse en tierras irrigadas y no irrigadas. 
En el contexto de zonificación, la tierra agrícola o tierra dividida en zonas agrícolas se refiere a parcelas que están permitidas para ser utilizadas para las actividades agrícolas, sin tener en cuenta su uso actual o incluso idoneidad. En algunas áreas, la tierra agrícola está protegida para que pueda ser cultivada sin ninguna amenaza de desarrollo. La Reserva de Tierras Agrícolas en Columbia Británica en Canadá, por ejemplo, requiere la aprobación de su Comisión de Tierras Agrícolas antes de que sus tierras puedan ser removidas o subdivididas.

## Áreas

Cambios las áreas agrícolas con el tiempo.

Según la FAO, las tierras agrícolas cubren el 38,4 % de la superficie terrestre del mundo a partir de 2011. Los pastos permanentes son el 68.4 % de todas las tierras agrícolas (26.3 % del área de tierra global), las tierras cultivables (cultivos en hileras) son el 28.4 % de todas las tierras agrícolas (10.9 % del área de tierras globales), y los cultivos permanentes (por ejemplo, viñedos y huertos) son 3.1 % (1.2 % del área de tierra global).
- Total de tierra utilizada para producir alimentos: 49.116.227 km²
- Tierra arable: 13.963.743 km²
- Pastos permanentes: 33.585.676 km²
- Cultivos permanentes: 1.537.338 km²

A nivel mundial, la cantidad total de pastos permanentes según la FAO ha disminuido desde 1998, en parte debido a una disminución de la producción de lana a favor de las fibras sintéticas (como el poliéster) y el algodón.
Sin embargo, la disminución de los pastos permanentes no tiene en cuenta la conversión bruta (por ejemplo, tierras ampliamente desbrozadas para la agricultura en algunas áreas, mientras se convierte de la agricultura a otros usos en otros lugares) y los análisis más detallados lo han demostrado. Por ejemplo, Lark et al. 2015 descubrió que en los Estados Unidos las tierras de cultivo aumentaron en 2.98 millones de acres entre 2008-2012 (que comprenden 29.700 km²) convertidos a agricultura, y 17.600 km² convertidos de la agricultura).
|                | 2008  | 2009  | 2010  | 2011  |
| -------------- | ----- | ----- | ----- | ----- |
| Estados Unidos | 4.044 | 4.035 | 4.109 | 4.113 |
| Alemania       | 169   | 169   | 167   | 167   |

Fuente: Biblioteca Helgi, Banco Mundial, FAOSTAT